# Macaranga digyna
Macaranga digyna är en törelväxtart som först beskrevs av Robert Wight, och fick sitt nu gällande namn av Johannes Müller Argoviensis. Macaranga digyna ingår i släktet Macaranga och familjen törelväxter.
Artens utbredningsområde är Sri Lanka. Inga underarter finns listade i Catalogue of Life.